# 마이클 카터

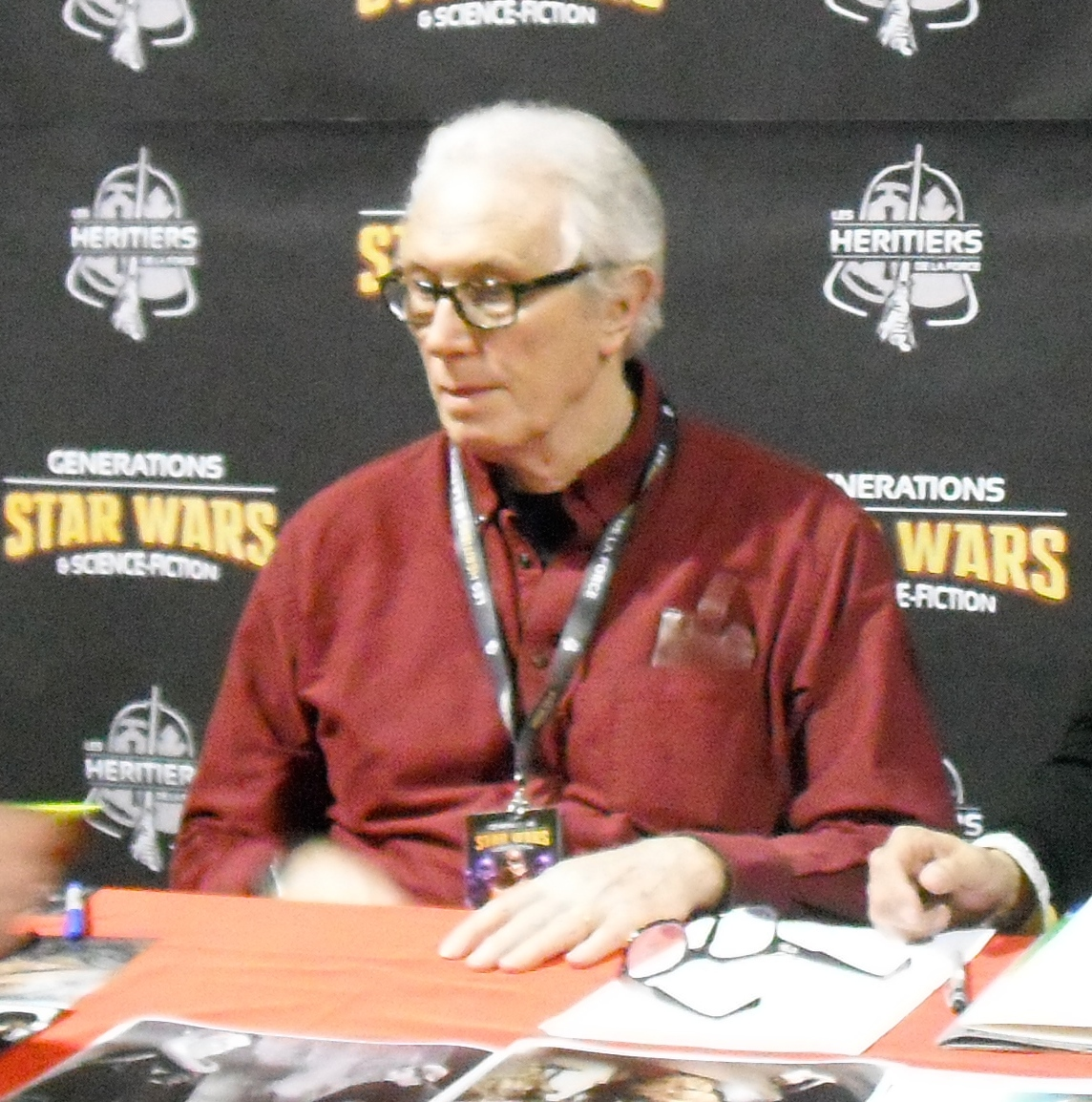

마이클 카터(Michael Carter, 1947년 6월 29일 ~ )는 영국의 배우, 영화배우, 창작자, 각본가, 텔레비전 배우이다.
덤프리스에서 태어났다.

## 영화
- 일루셔니스트 (2006년) - 폰 투른부르크 역
- 영 아담 (2003년)
- Last Man Out (1997년)
- 원 맨스 워 (1991년)
- 캐주얼티 (1986년)
- 스크린 투 (1985년)
- 악마의 성 (1983년)
- 스타워즈 에피소드 6 - 제다이의 귀환 (1983년)
- 영국식 정원 살인 사건 (1982년)
- 런던의 늑대 인간 (1981년)